# Morganza Spillway

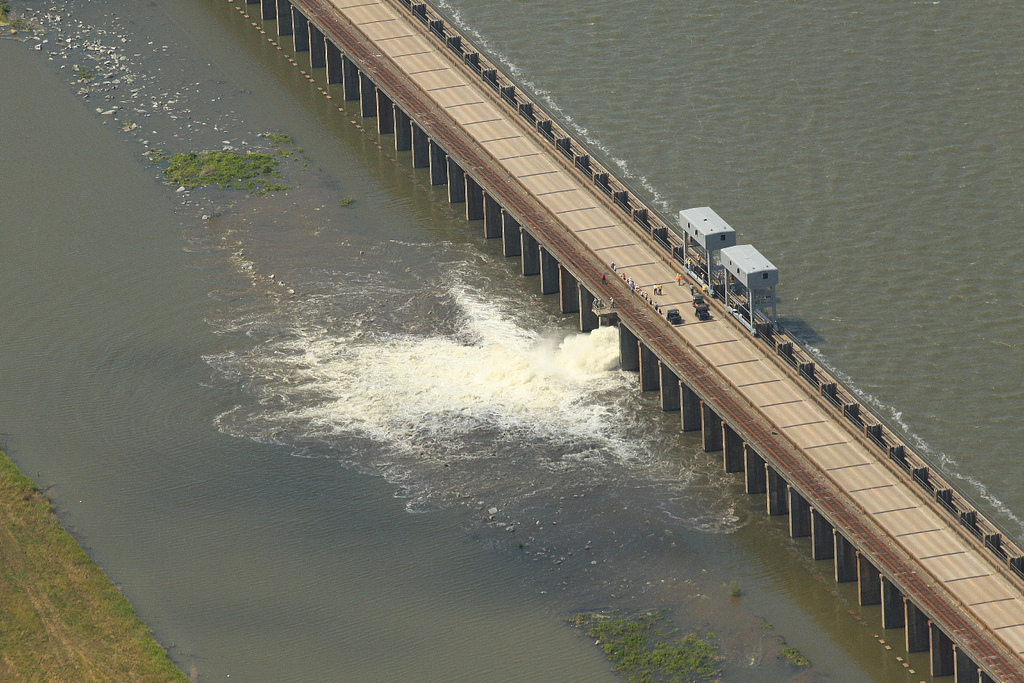
USACE heeft een aantal stuwen van de Morganza Spillway op 14 mei 2011 geopend

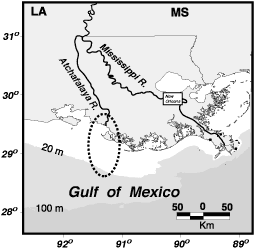
De Atchafalaya River als noodafvoer voor de Mississippi

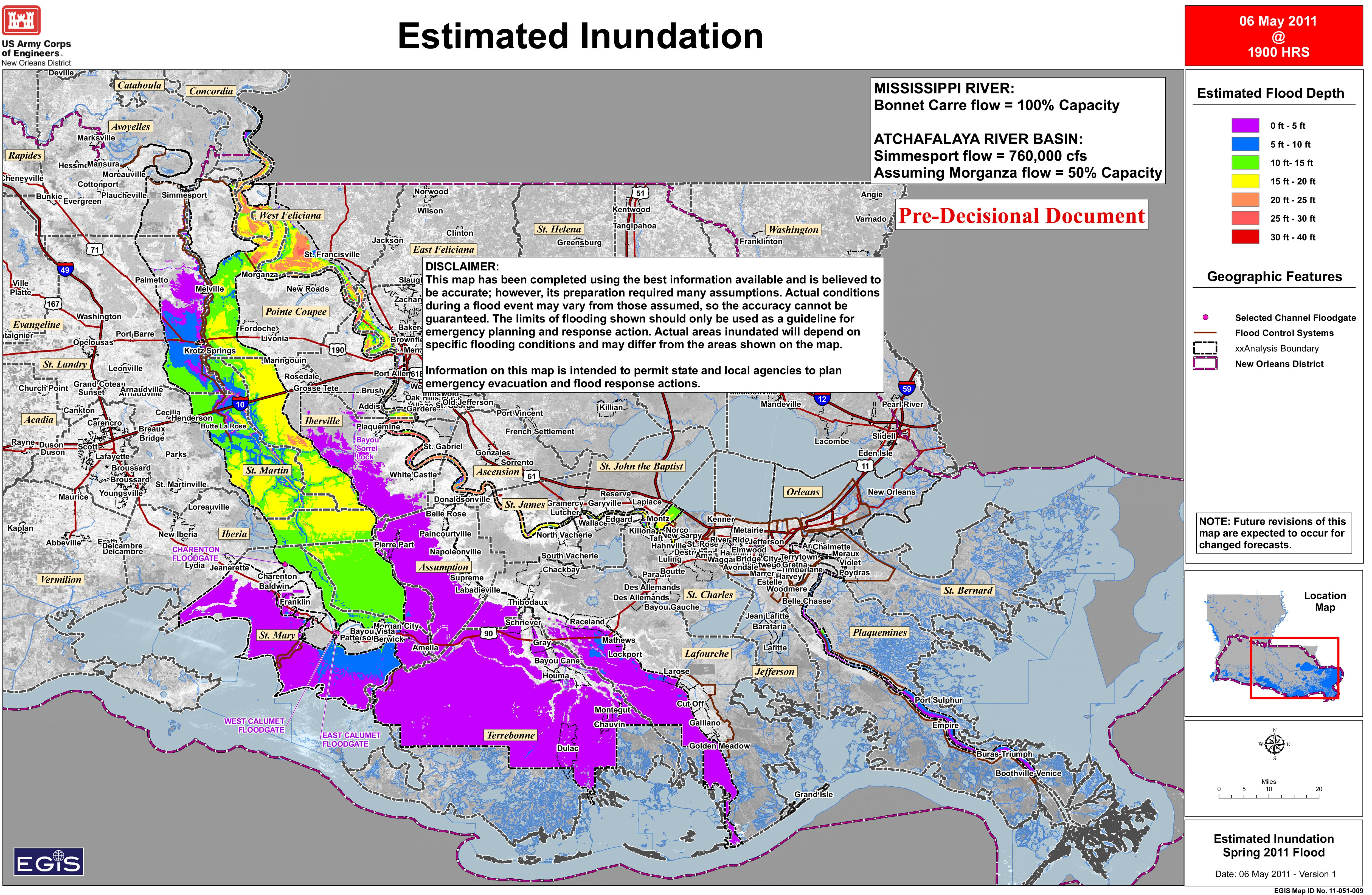
Verwachte overstroomde gebieden ingevolge opening Morganza Spillway

De Morganza Spillway is een waterbouwwerk met door stuwen gecontroleerde noodoverlaat tussen de Mississippi en het Morganza overloopgebied in de staat Louisiana, op de westelijke oever stroomopwaarts van Morganza. De dam wordt beheerd door het United States Army Corps of Engineers.
De functie van de Spillway is het controleren van het debiet van de Mississippi in de omgeving van Baton Rouge en New Orleans en, zo nodig, water af te voeren langs de bedding van de Atchafalaya River en de omringende Atchafalaya Swamp. Op die manier worden de grote steden en industriegebieden beschermd en wordt verhinderd dat door overstromingen en avulsie de rivierbedding van de Mississippi zou ontregeld worden en het water nieuwe routes zou zoeken, niet meer langs de belangrijkste haven, de haven van South Louisiana.
De constructie van de Spillway werd in 1954 voltooid en het bouwwerk werd in de 20e eeuw slechts eenmaal, in 1973, gebruikt. Met vele stuwen kan men tot 17.000 m³/s water van de Mississippi afvoeren. Op 13 mei 2011 werd beslist de stuwen voor een tweede maal sinds de ingebruikname te openen om de sterk gezwollen Mississippi te ontlasten. Deze beslissing wordt meestal slechts genomen wanneer het debiet van de stroom boven de 42.000 m³/s is gestegen. Op basis van overstromingssimulaties koos men er in 2011 voor de stuwen voor 25% van hun maximale capaciteit te openen.